# تیشان پرینس
تیشان دورل پرینس (انگلیسی: Tayshaun Durell Prince؛ ۲۸ فوریه ۱۹۸۰ در کامپتن، کالیفرنیا) بازیکن بسکتبال میامی هیت اهل ایالات متحده آمریکا است که از سال ۲۰۰۳ تا ۲۰۱۲ در تیم دیترویت پیستونز در اتحادیه ملی بسکتبال آمریکا بازی می‌کرد. وی در فصل ۱۳–۲۰۱۲ به تیم ممفیس گریزلیز پیوست. این مهاجم ریزتک با قد ۶-فوت-۹-اینچ (۲٫۰۶-متر) قبل‌از بازی بسکتبال برای دانشگاه کنتاکی از دبیرستان دومینگوز فارغ‌التحصیل شد. او در درفت ان‌بی‌ای ۲۰۰۲ با دیترویت پیستونز درفت ۲۳ شد و در سال ۲۰۰۴ با این تیم قهرمان شد.
پرینس در سال ۲۰۰۴ موفق شد با کمک رشید والاس، بن والاس، چنسی بیلاپس و ریچارد همیلتون دیترویت را به قهرمانی ان‌بی‌ای برساند.